# نور الدين كور
نور الدين كور (مواليد 15 ديسمبر 1960 في وهران، الجزائر) هو فنان تشكيلي وخطاط جزائري متخصص في فن الحروفيات، يمزج بين التراث الجزائري والخط العربي بأسلوب عصري.

## السيرة الذاتية
وُلد كور نور الدين في مدينة وهران. تابع دراسته الثانوية بثانوية مصطفى هدام في حي الكاستور، ثم التحق بكلية الفنون التشكيلية بجامعة مستغانم، حيث نال شهادة الليسانس في تخصص الفنون التشكيلية. كما تلقى تكوينًا في فن الخط بالمعهد التكنولوجي في وهران. بدأ مسيرته الفنية الحروفية سنة 1980، وقد أنجز، وفقًا لتقديراته، أكثر من 1600 لوحة فنية، ينتمي معظمها إلى التيار الحروفي المعاصر.
درس في مدرسة الفنون الجميلة (1990-1991) ثم أستاذاً لمادة التربية التشكيلية في ثانوية "حيرش محمد" بوهران حتى تقاعده، وهو عضو في الاتحاد الوطني للفنون الثقافية الجزائري. حصل على شهادة "إجازة في فن الحروفيات"، وهي درجة تعادل الدكتوراه، منحها له نقيب الخطاطين المصري مسعد خضير البورسعيدي، وتُعد من أوائل الشهادات الممنوحة في هذا التخصص في العالم العربي.
شارك كور في عدد من الفعاليات الفنية داخل الجزائر وخارجها، من بينها ملتقى القاهرة الدولي لفن الخط العربي في دورته الثامنة، حيث كان ضيف شرف وقدم خمس لوحات بالإضافة إلى ورشة فنية حول الحروفيات. كما حاز على عدة جوائز، من بينها الجائزة الثالثة في الصالون الدولي للخط العربي بالمدية عام 2022، وجائزة من دائرة الثقافة في الشارقة عام 2019.
أسس رواقاً خاصاً بالخط العربي والحروفيات في وهران، كما أسس نادي لتعليم هواة فن الخط العربي من مختلف الأعمار

## الأسلوب الفني
يرتكز نور الدين كور في أعماله على الخط العربي، مع اهتمام خاص بخط الثلث، ويُوظّف في لوحاته عناصر مستمدة من التراث الجزائري. تتسم أعماله بتكوينات بصرية تعتمد مزيجًا من الحرف واللون والبناء التركيبي، مع استخدام أشكال تشكيل الحروف مثل الضمة والفتحة والسكون. يدمج بين الخط الكلاسيكي والأساليب الحديثة، مع مراعاة قواعد التناسب والتكوين الهندسي.
يستخدم في لوحاته أنواعًا مختلفة من الخطوط، منها الثلث، الفارسي، الديواني، والكوفي، كما يعتمد ألوانًا زاهية مثل الأحمر والأصفر والأزرق، مستخدمًا تقنية الرسم بالأكريليك. وتستوحي بعض تشكيلاته الزخرفة النباتية والقرآنية، إضافة إلى رموز من الثقافة المحلية الجزائرية، في محاولة لإبراز البعد الجمالي للنص ضمن العمل الفني.
نشر كتابًا بعنوان تراثيات وحروفيات الخط العربي، يعرض فيه تجربته التي تجمع بين الخط العربي والزخرفة المعاصرة المستلهمة من التراث الجزائري.

## المعارض

### المعارض الفردية والجماعية
شارك الفنان في العديد من الملتقيات الفنية العربية والدولية، وعرَض أعماله في معارض داخل الجزائر وخارجها.
- 1982 – معرض فردي بمدينة وهران بعد التخرّج من جامعة مستغانم.
- 1999 – معرض جماعي تكريمي للفنان خدة محمد، مستغانم.
- 2000 – معرض خيري مع جمعية "حضارة العين"، وهران.
- 2002 – معرض فردي للفن الإسلامي مع جمعية الريشة الحرة.
- 2007 – معرض جماعي ضمن فعاليات عاصمة الثقافة العربية بالجزائر
- 2008 – معرض جماعي بمناسبة 5 جويلية، وهران.
- 2009 – معرض برواق الفن "هييروك"، وهران.
- 2009 – معرض فردي للخط العربي، مدريد، إسبانيا.
- 2009 – معرض فردي، مغنية (ولاية تلمسان).
- 2009 – معرض جماعي، حيدرة، الجزائر العاصمة.
- 2011 – معرض جماعي بتلمسان.
- 2011 – معرض جماعي بمناسبة 8 جوان، مستغانم.
- 2012 – معرض ولقاء حول الرسم، مستغانم.
- 2012 – معرض مشترك مع الفنان سعد، سيدي بلعباس.
- 2012 – معرض فردي بفندق شيراطون، وهران.
- 2013 – معرض للخط العربي، مغنية.
- 2014 – معرض فردي مشترك مع طالب محمود بـالمتحف الوطني للزخرفة والمنمنمات وفن الخط، الجزائر العاصمة، ضم 31 لوحة.
- 2016 – معرض جماعي برواق الفن والديكور، تلمسان، بمشاركة طالب محمود.
- 2017 – معرض فردي بعنوان "الحرف واللون"، متحف الفن المعاصر بوهران، ضمّ 71 لوحة.[11]
- 2023 – معرض فردي تضامني مع القضية الفلسطينية، دار الثقافة "زدور إبراهيم بلقاسم"، وهران.
- 2024 – معرض فردي بعنوان "الخط العربي والفن التشكيلي: أصالة وحداثة"، غاليري السانية، وهران.

### الصالونات الفنية
- 2000 – الصالون الوطني للربيع، قصر الثقافة، مستغانم.[10]
- 2002 – الصالون المتوسطي الأول للفنون التشكيلية، وهران.
- 2003 – الصالون الجهوي للفن التشكيلي، ولاية الوادي.
- 2008 – الصالون المتوسطي الثاني، وهران.
- 2010 – الصالون الثالث للفنون التشكيلية، تلمسان.
- 2010 – صالون فونيكس الثالث، وهران.
- 2012 – الصالون الوطني للفنون التشكيلية، وهران.
- 2013 – الصالون الثاني للفنون التشكيلية، عين تموشنت.
- 2013 – الصالون الوطني الثالث للفنون التشكيلية، وهران.
- 2014 – المشاركة في المهرجان الدولي للخط العربي، قسنطينة.

## الأعمال الفنية
- 1980 – جدارية بالتعاون مع الفنان علي شاوش، وهران.
- 1989 – جدارية حروفية ثانية، وهران.
- 1990 – تأليف كتاب Comment dessiner les animaux (كيفية رسم الحيوانات).[12]
- 2011 – تصميم شعار كل من FOFA وFSDP[بحاجة لمصدر].
- 2014 – تنفيذ نصب تذكاري بعنوان "المجد"، وهران، بالتعاون مع طالب محمود.
- 2015 – تنفيذ نصبين تذكاريين بعنوان "الرجاء" و"الوفاء"، بالتعاون مع محمد حليم سالم ومحمد عيساوي.
- 2023 – إصدار كتاب تراثيات وحروفيات الخط العربي.

## الجوائز والتكريمات
- 1982 – الجائزة الأولى للخط العربي، وهران.[13]
- 1985 – الجائزة الأولى من مديرية التربية، وهران.
- 1996 – الجائزة الأولى للخط العربي، مستغانم.
- 2001 – جائزة الصالون الوطني للفن الإسلامي، وهران.
- 2001 – الجائزة الوطنية الأولى من جمعية النسيم للخط العربي، مستغانم.
- 2013 – ميدالية الاستحقاق الوطني، مغنية، ولاية تلمسان.
- 2014 – الجائزة الثانية في الصالون الوطني الأول للخط العربي، مستغانم.
- 2014 – الجائزة الرابعة، المهرجان الدولي للخط العربي، الجزائر العاصمة.
- 2019 – تكريم من دائرة الثقافة، إمارة الشارقة.
- 2023 – أول "إجازة" في فن الحروفيات على المستوى العربي، مصر.[6]
- 2023 – ضيف شرف في ملتقى القاهرة الدولي لفنون الخط العربي.[7]

### روابط خارجية
- فيلم وثائقي: نورالدين كور – فنان تشكيلي حروفي